# COMSA Rail Transport
COMSA Rail Transport és una filial del Grup COMSA EMTE creada en 2002 per proporcionar serveis de logística integral, transport ferroviari de mercaderies i de passatgers.

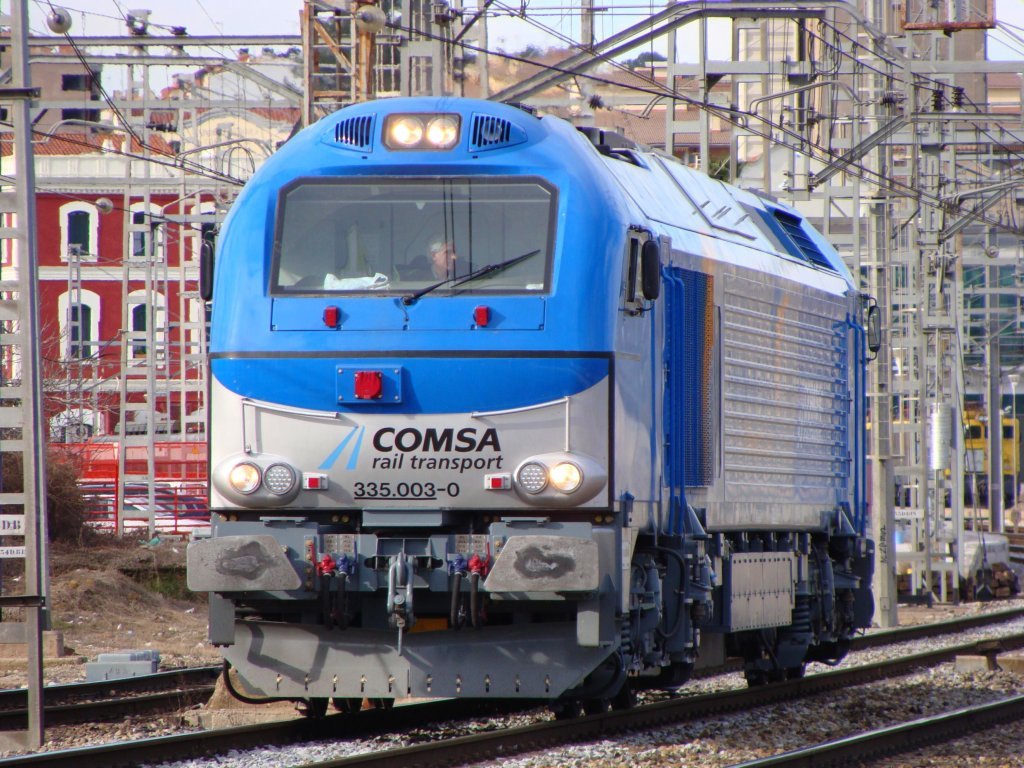
La 335.003 de Comsa a l'estació de Martorell.

## Activitat
També agrega locomotores i equips per al remolc per a clients públics i privats, tant nacionals com a internacionals. És la primera companyia a obtenir la concessió de llicències a empreses ferroviàries per al transport de mercaderies i la seva activitat es va iniciar en 2007 a Espanya, en 2009 també va començar a operar a Portugal.
Va ser la primera empresa espanyola a operar locomotores híbrides, les BITRAC, en el transport de carbó en contenidors des del Port de Aviles a Ponferrada. Aquest tràfic contínua realitzant-se, amb un comboi diari.

## Aliances internacionals

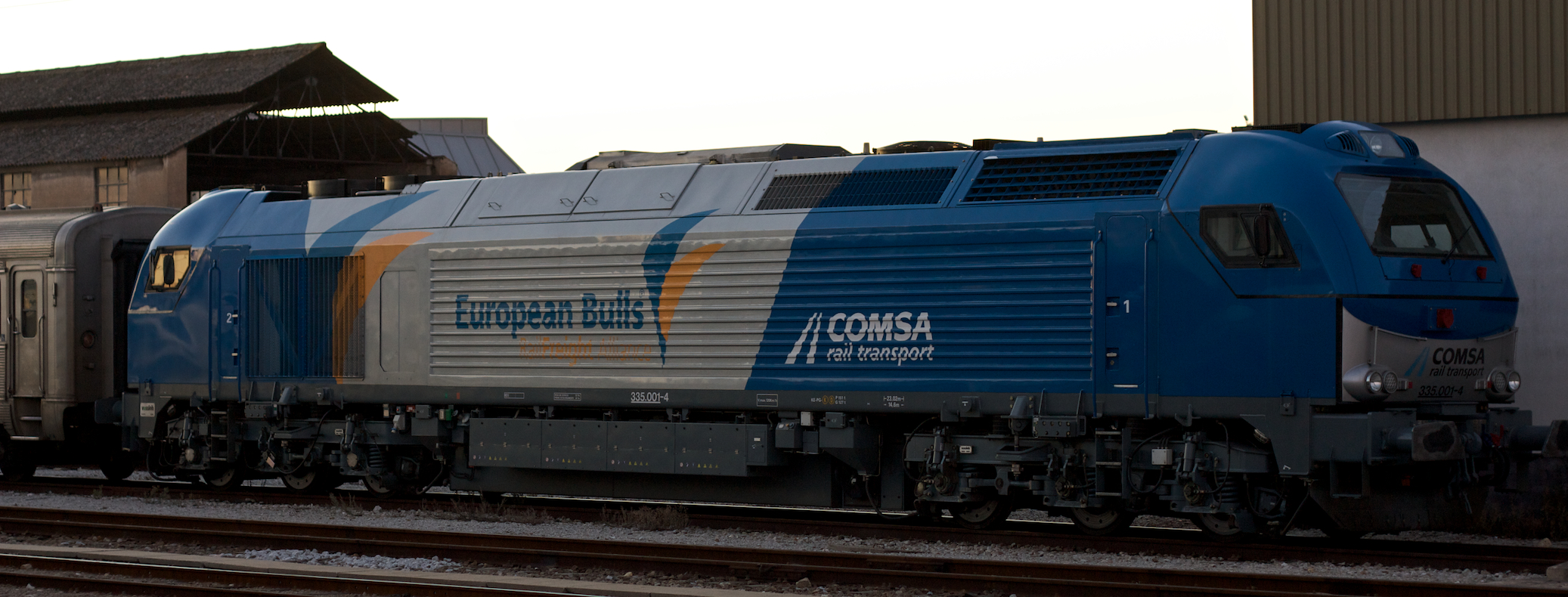
Locomotora 335-001 de COMSA Rail Transport, marcat European Bulls

En 2005, Comsa Rail Transport va ser un dels fundadors dels "European Bulls RailFreight Alliance", amb Rail4Chem d'Alemanya, Nordcargo (filial de Ferrovie Nord Milano, ferPolska de Polònia (filial de Rail4Chem i COMSA) i altres. Aquesta aliança va començar a desintegrar-se quan en 2008, Veolia Càrrec comprava la Rail4Chem i la Deutsche Bahn el 49% del capital de Nordcargo, dut a terme amb la venda de les activitats de Veolia Cargo fora de França a la SNCF al desembre de 2009.
A l'abril 2013, la divisió de logística i transport de mercaderies de SNCF, SNCF Geodis, adquiria 25% del capital de COMSA Rail Transport, a través del holding Transport Ferriviaire Holding (TFH), sucursal de Transport Logistique Partenaires (TLP), el holding central de SNCF Geodis.

## Flota

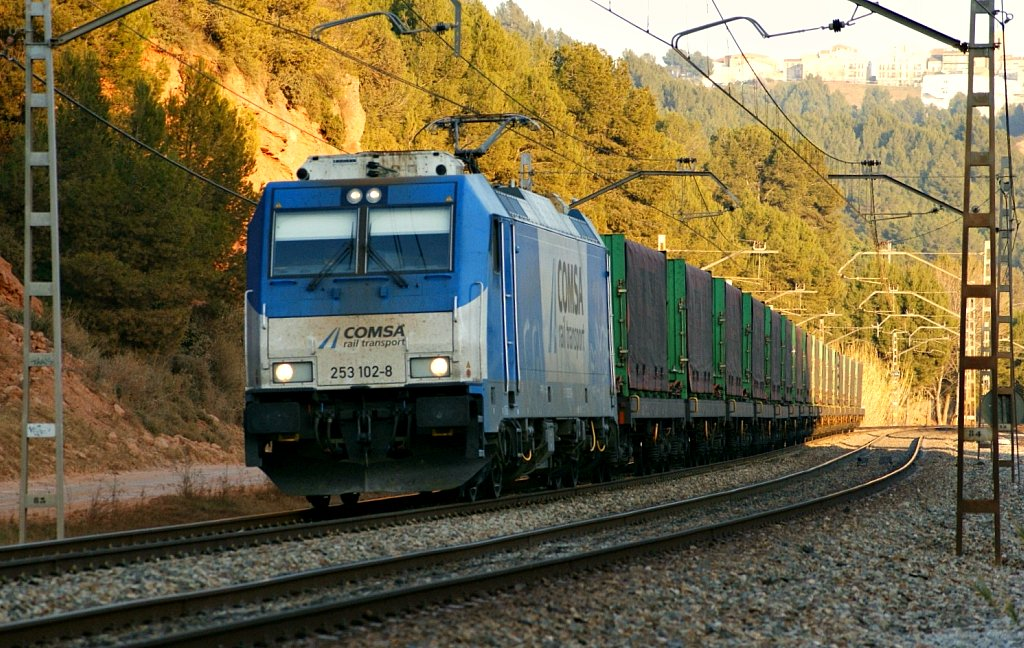
La locomotora elèctrica 253.102 de COMSA amb mercaderies Tramesa Steel, deixant enrere l'estació de Castellbisbal.

- 2 locomotores MZ III adquirí una segona mà d'OSD (312-301 i 312-302)
- 3 locomotores Vossloh G1700 BB (312-110 i 312-111)
- 3 locomotores Vossloh Euro 4000 (335-001, 335-002 i 335-003)
- 3 locomotores Bombardier TRAXX (253-101, 253-102 i 253-103)
- 11 locomotores Electroputere 060DA LDE2100 (conegudes com a "Romaneses")
- 2 locomotores CAF Bitrac (601-006 i 601-007)[4]

## Enllaços externs

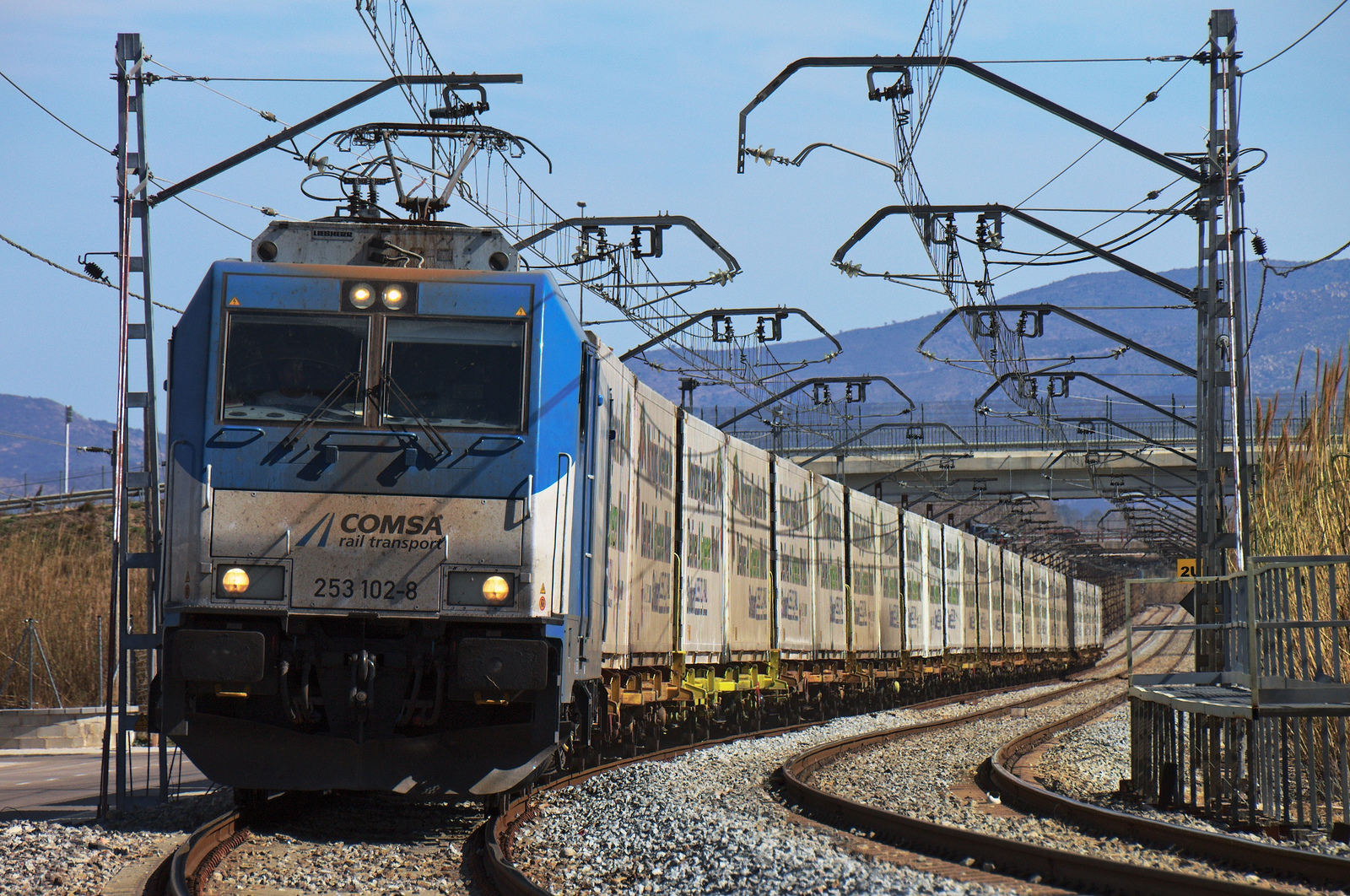
La locomotora elèctrica 253-102 de COMSA Rail Transport arrossega el fruiter per la línia Barcelona-Girona-Portbou al seu pas per Figueres.